# 焦磷酸铁
焦磷酸铁是一种铁的焦磷酸盐，化学式为Fe4(P2O7)3。

## 制备
焦磷酸铁可由Fe(PO3)3和FePO4按化学计量比1：3于氧气中在氧化铝坩埚里加热得到。起始原料可用Fe(NO3)3·9H2O和磷酸的反应制备。
复分解反应也能得到焦磷酸铁：
3 Na4P2O7(aq) + 4 FeCl3(aq) → Fe4(P2O7)3(s) + 12 NaCl(aq)

## 应用
用作补铁剂。